# فهرست رکوردهای جوانان جهان در وزنه‌برداری المپیک
این لیست حاوی رکوردهای جوانان جهان در رشته وزنه‌برداری است. رکوردها شامل تمامی اوزان و همچنین هر دو حرکت یک‌ضرب و دو ضرب است که توسط ورزشکاران زیر ۲۱ سال در مسابقات بین‌المللی به ثبت رسیده‌است.

## مردان
| رویداد       | رکورد       | ورزشکار                  | ملیت             | تاریخ           | مسابقه               | مکان                         | سن              | منبع       |
| ۵۶ کیلوگرم   | ۵۶ کیلوگرم  | ۵۶ کیلوگرم               | ۵۶ کیلوگرم       | ۵۶ کیلوگرم      | ۵۶ کیلوگرم           | ۵۶ کیلوگرم                   | ۵۶ کیلوگرم      | ۵۶ کیلوگرم |
| ------------ | ----------- | ------------------------ | ---------------- | --------------- | -------------------- | ---------------------------- | --------------- | ---------- |
| یکضرب        | ۱۳۵ کیلوگرم | تواک کیم توآن            | ویتنام           | ۸ نوامبر ۲۰۱۴   | قهرمانی جهان         | آلماتی، قزاقستان             | ۲۰ سال، ۲۴۸ روز |            |
| دوضرب        | ۱۶۵ کیلوگرم | وو ونشیونگ               | چین              | ۲۰ مه ۲۰۰۱      | بازی‌های شرق آسیا     | اوساکا، ژاپن                 | ۲۰ سال، ۹۸ روز  |            |
| مجموع        | ۲۹۶ کیلوگرم | تواک کیم توآن            | ویتنام           | ۸ نوامبر ۲۰۱۴   | قهرمانی جهان         | آلماتی، قزاقستان             | ۲۰ سال، ۲۴۸ روز |            |
| ۶۲ کیلوگرم   |             |                          |                  |                 |                      |                              |                 |            |
| یکضرب        | ۱۵۲ کیلوگرم | شی ژیونگ (زاده ۱۹۸۰)     | چین              | ۳ مه ۲۰۰۰       | قهرمانی آسیا         | اوساکا، ژاپن                 | ۲۰ سال، ۸۳ روز  |            |
| دوضرب        | ۱۷۷ کیلوگرم | Yang Fan                 | چین              | ۲۲ آوریل ۲۰۰۷   | قهرمانی آسیا         | تایان, چین                   | ۱۹ سال، ۱۸۸ روز |            |
| مجموع        | ۳۲۲ کیلوگرم | شی ژیونگ (زاده ۱۹۸۰)     | چین              | ۳ مه ۲۰۰۰       | قهرمانی آسیا         | اوساکا، ژاپن                 | ۲۰ سال، ۸۳ روز  |            |
| ۶۹ کیلوگرم   |             |                          |                  |                 |                      |                              |                 |            |
| یکضرب        | ۱۵۸ کیلوگرم | تیگران گئورگ مارتیروسیان | ارمنستان         | ۱۷ آوریل ۲۰۰۸   | قهرمانی اروپا        | لینیانو سابیادورو، Italy     | ۱۹ سال، ۳۱۳ روز |            |
| دوضرب        | ۱۹۰ کیلوگرم | لیائو هوی                | چین              | ۲۸ نوامبر ۲۰۰۷  | World Cup            | آپیا، ساموآ                  | ۲۰ سال، ۵۴ روز  |            |
| مجموع        | ۳۴۶ کیلوگرم | تیگران گئورگ مارتیروسیان | ارمنستان         | ۱۷ آوریل ۲۰۰۸   | قهرمانی اروپا        | لینیانو سابیادورو، ایتالیا   | ۱۹ سال، ۳۱۳ روز |            |
| ۷۷ کیلوگرم   |             |                          |                  |                 |                      |                              |                 |            |
| یکضرب        | ۱۷۲ کیلوگرم | تانر ساغیر               | ترکیه            | ۱۹ اوت ۲۰۰۴     | بازی‌های المپیک       | آتن، یونان                   | ۱۹ سال، ۱۵۹ روز |            |
| دوضرب        | ۲۰۳ کیلوگرم | Elkhan Aligulizada       | جمهوری آذربایجان | ۲۳ نوامبر ۲۰۱۵  | قهرمانی جهان         | هیوستون، ایالات متحده آمریکا | ۲۰ سال، ۲۹۲ روز | [ ۱ ]      |
| مجموع        | ۳۷۵ کیلوگرم | تانر ساغیر               | ترکیه            | ۱۹ اوت ۲۰۰۴     | بازی‌های المپیک       | آتن، یونان                   | ۱۹ سال، ۱۵۹ روز |            |
| ۸۵ کیلوگرم   |             |                          |                  |                 |                      |                              |                 |            |
| یکضرب        | ۱۸۲ کیلوگرم | آندری ریباکو             | بلاروس           | ۲ ژوئن ۲۰۰۲     | قهرمانی جوانان جهان  | هاویرژو، جمهوری چک           | ۲۰ سال، ۹۰ روز  |            |
| دوضرب        | ۲۱۸ کیلوگرم | تیان تائو                | چین              | ۲۴ سپتامبر ۲۰۱۴ | بازی‌های آسیایی       | اینچئون، کره جنوبی           | ۲۰ سال، ۱۶۹ روز |            |
| مجموع        | ۳۸۶ کیلوگرم | ایلیا ایلین              | قزاقستان         | ۱۴ نوامبر ۲۰۰۵  | قهرمانی جهان         | دوحه، قطر                    | ۱۷ سال، ۱۷۴ روز |            |
| ۹۴ کیلوگرم   |             |                          |                  |                 |                      |                              |                 |            |
| یکضرب        | ۱۸۵ کیلوگرم | کادژیمورات آکائف         | روسیه            | ۲۹ مه ۲۰۰۴      | قهرمانی جوانان اروپا | مینسک، بلاروس                | ۱۹ سال، ۶۷ روز  |            |
| دوضرب        | ۲۳۲ کیلوگرم | شیمون کووتسکی            | لهستان           | ۲۹ آوریل ۲۰۰۰   | قهرمانی اروپا        | صوفیه، بلغارستان             | ۱۸ سال، ۲۱۲ روز |            |
| مجموع        | ۴۱۲ کیلوگرم | شیمون کووتسکی            | لهستان           | ۲۹ آوریل ۲۰۰۰   | قهرمانی اروپا        | صوفیه، بلغارستان             | ۱۸ سال، ۲۱۲ روز |            |
| ۱۰۵ کیلوگرم  |             |                          |                  |                 |                      |                              |                 |            |
| یکضرب        | ۲۰۰ کیلوگرم | اندری آرمانو             | بلاروس           | ۱۸ اوت ۲۰۰۸     | بازی‌های المپیک       | پکن، چین                     | ۲۰ سال، ۱۲۳ روز |            |
| دوضرب        | ۲۳۶ کیلوگرم | اندری آرمانو             | بلاروس           | ۱۸ اوت ۲۰۰۸     | بازی‌های المپیک       | پکن، چین                     | ۲۰ سال، ۱۲۳ روز |            |
| مجموع        | ۴۳۶ کیلوگرم | اندری آرمانو             | بلاروس           | ۱۸ اوت ۲۰۰۸     | بازی‌های المپیک       | پکن، چین                     | ۲۰ سال، ۱۲۳ روز |            |
| +۱۰۵ کیلوگرم |             |                          |                  |                 |                      |                              |                 |            |
| یکضرب        | ۲۰۶ کیلوگرم | سعید علی‌حسینی            | ایران            | ۸ دسامبر ۲۰۰۸   | قهرمانی جوانان آسیا  | جئونجو، کره جنوبی            | ۲۰ سال، ۳۱۰ روز |            |
| دوضرب        | ۲۴۵ کیلوگرم | سعید علی‌حسینی            | ایران            | ۸ دسامبر ۲۰۰۸   | قهرمانی جوانان آسیا  | جئونجو، کره جنوبی            | ۲۰ سال، ۳۱۰ روز |            |
| مجموع        | ۴۵۱ کیلوگرم | سعید علی‌حسینی            | ایران            | ۸ دسامبر ۲۰۰۸   | قهرمانی جوانان آسیا  | جئونجو، کره جنوبی            | ۲۰ سال، ۳۱۰ روز |            |

## زنان
| رویداد      | رکورد       | ورزشکار             | ملیت        | تاریخ           | مسابقه                           | مکان                           | سن              | منبع        |
| –۴۸ کیلوگرم | –۴۸ کیلوگرم | –۴۸ کیلوگرم         | –۴۸ کیلوگرم | –۴۸ کیلوگرم     | –۴۸ کیلوگرم                      | –۴۸ کیلوگرم                    | –۴۸ کیلوگرم     | –۴۸ کیلوگرم |
| ----------- | ----------- | ------------------- | ----------- | --------------- | -------------------------------- | ------------------------------ | --------------- | ----------- |
| یکضرب       | ۹۵ کیلوگرم  | وانگ مینگجوآن       | چین         | ۹ نوامبر ۲۰۰۵   | قهرمانی جهان                     | دوحه، قطر                      | ۲۰ سال، ۱۷۲ روز |             |
| دوضرب       | ۱۱۸ کیلوگرم | وانگ مینگجوآن       | چین         | ۹ نوامبر ۲۰۰۵   | قهرمانی جهان                     | دوحه، قطر                      | ۲۰ سال، ۱۷۲ روز |             |
| مجموع       | ۲۱۳ کیلوگرم | وانگ مینگجوآن       | چین         | ۹ نوامبر ۲۰۰۵   | قهرمانی جهان                     | دوحه، قطر                      | ۲۰ سال، ۱۷۲ روز |             |
| –۵۳ کیلوگرم |             |                     |             |                 |                                  |                                |                 |             |
| یکضرب       | ۱۰۲ کیلوگرم | Zhang Wanqiong      | چین         | ۲۱ سپتامبر ۲۰۱۴ | بازی‌های آسیایی                   | اینچئون، کره جنوبی             | ۲۰ سال، ۲۴۳ روز |             |
| دوضرب       | ۱۳۱ کیلوگرم | زولفیا چینشانلو     | قزاقستان    | ۲۹ ژوئیه ۲۰۱۲   | بازی‌های المپیک                   | لندن، بریتانیای کبیر           | ۱۹ سال، ۴ روز   |             |
| مجموع       | ۲۲۸ کیلوگرم | Zhang Wanqiong      | چین         | ۲۱ سپتامبر ۲۰۱۴ | بازی‌های آسیایی                   | اینچئون، کره جنوبی             | ۲۰ سال، ۲۴۳ روز |             |
| –۵۸ کیلوگرم |             |                     |             |                 |                                  |                                |                 |             |
| یکضرب       | ۱۱۰ کیلوگرم | Wang Li             | چین         | ۱۰ اوت ۲۰۰۳     | قهرمانی جوانان آسیا              | بالی، اندونزی                  | ۱۷ سال، ۳۳۴ روز |             |
| دوضرب       | ۱۳۹ کیلوگرم | Gu Wei              | چین         | ۱۱ نوامبر ۲۰۰۵  | قهرمانی جهان                     | دوحه، قطر                      | ۱۹ سال، ۲۰۰ روز |             |
| مجموع       | ۲۴۴ کیلوگرم | دنگ وی              | چین         | ۷ نوامبر ۲۰۱۲   | قهرمانی دانشجویان جهان           | ایلات، اسرائیل                 | ۱۹ سال، ۲۶۷ روز |             |
| –۶۳ کیلوگرم |             |                     |             |                 |                                  |                                |                 |             |
| یکضرب       | ۱۱۵ کیلوگرم | سوتلانا تزاراوکیوف  | روسیه       | ۲۳ سپتامبر ۲۰۰۷ | قهرمانی جهان                     | چیانگ مای، تایلند              | ۱۹ سال، ۲۷۲ روز |             |
| دوضرب       | ۱۳۶ کیلوگرم | Jo Pok Hyang        | کره شمالی   | ۱۱ نوامبر ۲۰۱۲  | قهرمانی جوانان آسیا              | یانگون، میانمار                | ۱۹ سال، ۳۶۲ روز |             |
| مجموع       | ۲۵۰ کیلوگرم | سوتلانا تزاراوکیوف  | روسیه       | ۲۳ سپتامبر ۲۰۰۷ | قهرمانی جهان                     | چیانگ مای، تایلند              | ۱۹ سال، ۲۷۲ روز |             |
| –۶۹ کیلوگرم |             |                     |             |                 |                                  |                                |                 |             |
| یکضرب       | ۱۲۳ کیلوگرم | اوکسانا سلیونکو     | روسیه       | ۴ اکتبر ۲۰۰۶    | قهرمانی جهان                     | سانتو دومینگو، جمهوری دومینیکن | ۱۹ سال، ۲۸۸ روز |             |
| دوضرب       | ۱۵۷ کیلوگرم | زارما کاسیوا        | روسیه       | ۱۳ نوامبر ۲۰۰۵  | قهرمانی جهان                     | دوحه، قطر                      | ۱۸ سال، ۲۶۱ روز |             |
| مجموع       | ۲۷۵ کیلوگرم | لیو چونهونگ         | چین         | ۱۹ اوت ۲۰۰۴     | بازی‌های المپیک                   | آتن، یونان                     | ۱۹ سال، ۲۰۳ روز |             |
| –۷۵ کیلوگرم |             |                     |             |                 |                                  |                                |                 |             |
| یکضرب       | ۱۳۰ کیلوگرم | ناتالیا زابولوتنایا | روسیه       | ۱۳ نوامبر ۲۰۰۵  | قهرمانی جهان                     | دوحه، قطر                      | ۲۰ سال، ۹۰ روز  |             |
| دوضرب       | ۱۵۹ کیلوگرم | لیو چونهونگ         | چین         | ۱۳ نوامبر ۲۰۰۵  | قهرمانی جهان                     | دوحه، قطر                      | ۲۰ سال، ۲۸۸ روز |             |
| مجموع       | ۲۸۶ کیلوگرم | اسوتلانا پودوبدووا  | روسیه       | ۲ ژوئن ۲۰۰۶     | قهرمانی جوانان جهان              | هانگژو، چین                    | ۲۰ سال، ۸ روز   |             |
| +۷۵ کیلوگرم |             |                     |             |                 |                                  |                                |                 |             |
| یکضرب       | ۱۴۸ کیلوگرم | تاتیانا کاشیرینا    | روسیه       | ۱۸ دسامبر ۲۰۱۱  | جام ریاست جمهوری                 | بلگورود، روسیه                 | ۲۰ سال، ۳۲۸ روز |             |
| دوضرب       | ۱۸۱ کیلوگرم | تاتیانا کاشیرینا    | روسیه       | ۱۷ آوریل ۲۰۱۱   | مسابقات قهرمانی وزنه‌برداری اروپا | قازان، روسیه                   | ۲۰ سال، ۸۳ روز  |             |
| مجموع       | ۳۲۷ کیلوگرم | تاتیانا کاشیرینا    | روسیه       | ۱۷ آوریل ۲۰۱۱   | مسابقات قهرمانی وزنه‌برداری اروپا | قازان، روسیه                   | ۲۰ سال، ۸۳ روز  |             |